# Aeroporto di Fano
L'aeroporto di Fano (ICAO: LIDF) è un'infrastruttura attrezzata dedicata all'aviazione generale e al paracadutismo sportivo e amatoriale.

## Le origini
Le vicende belliche del primo conflitto mondiale, con le connesse necessità di sviluppo dell'aviazione italiana, indussero la Direzione Tecnica dell'Aviazione Militare di Torino a chiedere al Comune di Fano la disponibilità di un'area adatta all'allestimento di un “campo di atterramento per aeroplani”, delle dimensioni di 400 x 120 metri. A questo scopo fu individuata una zona detta Madonna del Ponte, che in pochi mesi fu adattata alle esigenze richieste. Così, negli ultimi mesi del 1917, la città di Fano fu dotata della prima infrastruttura aeroportuale, anche se si trattava di un campo di fortuna, praticamente un piccolo campo ai bordi della città, sgombro da ostacoli e provvisto di appositi segnali per permettere l'atterraggio dei velivoli.
Essendo completamente privo di infrastrutture, quali aviorimesse o altri servizi che caratterizzano un aeroporto, l'utilizzo prevalente del campo di aviazione era probabilmente connesso alle necessità dei velivoli in transito verso il fronte austriaco.
Ma l'espansione dell'aviazione di quel periodo doveva procedere molto rapidamente, poiché già nel 1919 si comincia a parlare di ampliamento del campo di volo. Questo impulso si intensificò notevolmente nel periodo del Ventennio fascista, quando la politica interna considerava fondamentale il potenziamento delle strutture militari. Questo clima fu sfruttato a dovere dal gerarca pesarese Raffaello Riccardi, Sottosegretario all'Aeronautica (ministro Italo Balbo) voluto direttamente da Mussolini. Al termine di lunghe trattative fra il Comune di Fano e la Regia Aeronautica, sulla Gazzetta Ufficiale del 29 gennaio 1930 viene pubblicato il Decreto Ministeriale per l'istituzione del “Campo di fortuna di Fano in provincia di Pesaro”.

## Gli sviluppi
L'inaugurazione di quello che fu poi chiamato ufficialmente Campo di Manovre Aeree, in località Colonna, si svolse il 20 luglio 1930. La pista era di 1000 x 400 metri, orientata Nordovest/Sudest (quasi ortogonale all'odierna), compresa in un'area territoriale dall'originale forma triangolare, delimitata da strade comunali. Le strutture comprendevano un'antenna segnalazioni con manica a vento, la torre per aerofaro, bussola magnetica di orientamento, un posto di rifornimento e un hangar smontabile. Una settimana dopo, vi fece tappa il 1º Giro Aereo d'Italia (prima tappa Roma – Rimini). L'anno successivo la struttura fu completata con la casa del custode, provvista di impianti telegrafici.

## La scuola di pilotaggio
Tanto investimento economico, per una struttura utilizzata pochi giorni l'anno, non dovette sembrare una buona scelta all'Amministrazione Comunale dell'epoca, che spinse per un ulteriore sviluppo della struttura. Verso la metà degli anni trenta si comincia a pensare alla costruzione di un vero e proprio aeroporto, con annessa Scuola di Pilotaggio di Secondo Periodo. Allo scopo, si dispose l'ampliamento dell'area alle zone circostanti, fino a raggiungere un'estensione di 67 ettari. I lavori cominciarono nel maggio 1937 e interessarono dapprima la pista, spostata a Ovest rispetto alla precedente e con orientamento Nordest-Sudovest, e la prima delle due aviorimesse. In questo periodo gli avieri in addestramento e tutto il personale della scuola erano ospitati in strutture presenti in città.
Nell'estate del 1941 anche le restanti strutture della cittadella aeroportuale furono terminate. Secondo il piano d'insieme, furono costruiti: corpo di guardia, infermeria, alloggio, circolo e mensa ufficiali, alloggio, circolo e mensa sottufficiali, caserma per gli allievi con cucine e sale convegno, struttura magazzino/officina/autoparco incendi, autorimessa, due grandi hangar, comando aeroporto, altra caserma per 200 allievi, caserma di riserva per 148 allievi, cucina refettorio per allievi, centrale elettrica e muro di cinta. A pieno regime queste strutture ospitavano circa 500 uomini e diversi tipi di aeromobili adatti alla scuola aerea, prevalentemente biplani Breda Ba.25 e IMAM Ro.41, ma anche caccia Fiat C.R.32 e Fiat C.R.42 e più raramente Reggiane Re.2000, l'aerosilurante CANT Z.1007 e un S.M. 79 "Sparviero".

## La seconda guerra mondiale
Con lo scoppio della seconda guerra mondiale, a causa degli eventi bellici, tutta questa struttura e la scuola di pilotaggio rimasero attivi solamente dal 1940 al 1943, quando, in seguito al Proclama Badoglio dell'8 settembre 1943, l'aeroporto fu, dapprima abbandonato precipitosamente (diversi piloti partirono a bordo del loro aereo di addestramento!), poi saccheggiato dai fanesi allo stremo e quindi occupato dalle truppe tedesche. Queste non lo usarono come base aerea, né esso fu gravemente danneggiato dai pochi bombardamenti alleati, che si concentravano sui ponti e sui collegamenti ferroviari. Ma, nella primavera del 1944, il personale della tedesca Wehrmacht, ormai conscio della disfatta, ordinò l'aratura della pista e successivamente minò tutto, prima di ritirarsi sulla vicinissima linea gotica: all'arrivo degli alleati, rimanevano solo macerie.
A partire dal settembre 1944, gli alleati usarono l'aeroporto come base per i caccia della Royal Air Force (RAF). L'inverno fu inclemente e la pista era spesso allagata, provocando diversi incidenti, così si procedette alla sua sistemazione, che permise un migliore e continuo utilizzo da parte di squadriglie britanniche, statunitensi (United States Army Air Forces), sudafricane (South African Air Force), canadesi (Royal Canadian Air Force) e australiane (Royal Australian Air Force). È questo il periodo in cui a Fano si vedono i caccia North American P-51 Mustang, Republic P-47 Thunderbolt e Supermarine Spitfire, oltre ad aerei da trasporto e qualche bombardiere Boeing B-17 Flying Fortress.

## La rinascita

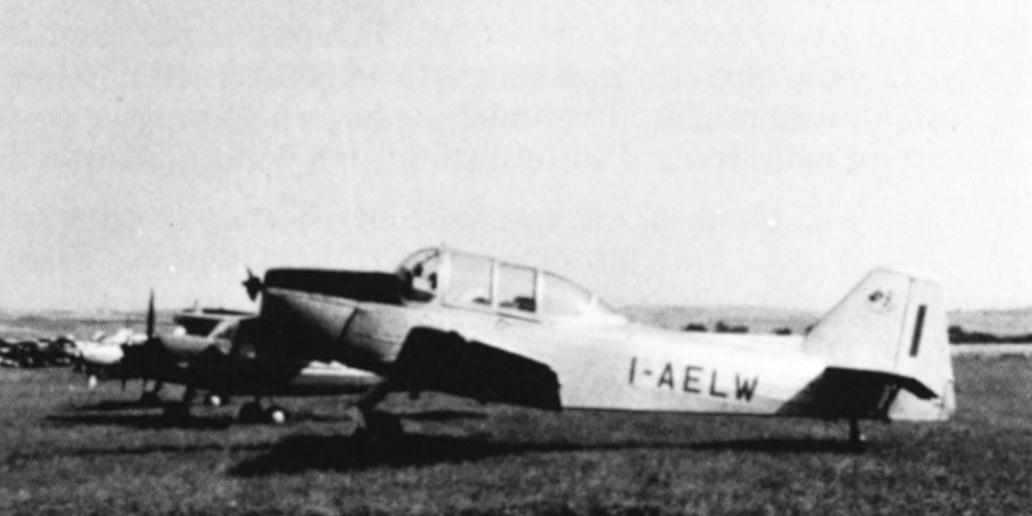
Il Macchi M.416 marche I-AELW in sosta all'aeroporto negli anni cinquanta.

Per alcuni anni, fino al 1952, l'aeroporto rimase in stato di abbandono, delimitato dalle macerie delle strutture demolite e abusivamente coltivato. In questo periodo l'Aero Club di Pesaro riottenne la concessione dell'area aeroportuale dal Ministero dell'Aeronautica e procedette alla sistemazione del campo e alla costruzione di un piccolo hangar, tanto che l'anno successivo fu usato come sede di una gara aerea nazionale prevista a Rimini ove però l'aeroporto era chiuso per lavori.
Grazie all'Aero Club si istituì anche una scuola di volo che le sue attività poteva contare solamente su un unico Macchi M.B. 80 messo a disposizione personalmente dal Conte Alberto Castelbarco Albani. Nel 1956 la scuola rilasciò 15 brevetti di primo grado per 450 ore di volo. Negli anni seguenti venne presa in considerazione la possibilità di aprire l'aeroporto al traffico nazionale in appoggio al nascente turismo balneare. Si arrivò a ipotizzare collegamenti con Roma Urbe con tanto di orari e tipo di aereo, ma l'unica cosa realizzata fu un nuovo hangar inaugurato il 22 maggio 1960 e che ospitava la “flotta” dell'Aero Club cresciuta fino a sei aerei.
Negli anni successivi si tornò spesso a parlare di sviluppi dell'aeroporto. I motivi principali erano legati al fatto che i vicini scali di Falconara e allora anche Rimini erano aeroporti militari e basi NATO mentre la concessione dell'area all'Aeronautica Militare (di proprietà per metà demaniale e metà comunale) sarebbe scaduta nel 1971. Nonostante il gran parlare, i piani e le ipotesi, non successe nulla anche perché, dagli studi effettuati si poté capire che per uno sviluppo commerciale non vi era sufficiente spazio per una pista adatta alle norme ICAO, a meno di non cambiarne la direzione e sfruttare un tratto di mare.

## Dal 1990
Nel 1990, dopo 530 allievi licenziati, chiuse i battenti la scuola di volo dell'Aero Club. I corsi ripresero solo nel 1992 con la società di lavoro aereo Flying Work che aveva istituito anche un servizio di aerotaxi con un Piper PA-34 Seneca.
Gli anni novanta furono quelli dello sviluppo dei velivoli ultraleggeri da diporto sportivo che utilizzano l'aeroporto di Fano sia come base che nelle manifestazioni ufficiali; dal 1992 la Direzione Aeroportuale di competenza (Ancona-Falconara) aveva chiuso l'aeroporto al traffico ultraleggero, poi riaperto dal 2012 per i velivoli da diporto sportivo avanzati.
Un ulteriore impulso si ebbe nel 1992 con la costituzione della società consortile di gestione aeroportuale Fanum Fortunae s.r.l. costituita tra Provincia di Pesaro, Comune di Fano e Camera di commercio di Pesaro-Urbino: nel 1992 iniziarono infatti i lavori di costruzione della nuova aerostazione nella zona opposta al vecchio hangar.
Le nuove strutture furono inaugurate nel 1995 e comprendono tre grandi hangar, una moderna aerostazione con torre di controllo e piazzale aeromobili, officina, sale riunioni con la sede della scuola di volo, servizio rifornimento carburante e ristorante. Contemporaneamente a questi eventi, il consorzio di gestione si trasformò nella Srl “Fanum Fortunae” che da quel momento si occupa della gestione dello scalo fanese con specifiche prerogative di sicurezza riconosciute da ENAC.
Nel 2012 Il presidente Luigi Ferri, dopo aver guidato la società di gestione aeroportuale per quasi 20 anni, si dimise per insanabili disaccordi con i soci enti pubblici e fu sostituito dal dott. Gianluca Santorelli, nominato amministratore unico.
Nel 2013 l'ENAC ha revocato le licenze di scuola e lavoro aereo alla Flying Work che viene poi posta in liquidazione giudiziale dal tribunale di Pesaro. 
Sempre nel 2013 l'ENAC ha approvato il progetto di riqualificazione della pista in asfalto, la cui esecuzione dei lavori è sospesa per contrasti con la regione Marche e alcune associazioni locali.
Nel 2014 apre la nuova scuola di volo professionale Eagles Aviation Academy per la formazione di piloti di linea.
Primo amministratore della stessa è Massimo Notaro, già presidente dell'Unione Piloti, poi sostituito dal Comandante Davide Cecchini, socio unico della scuola di volo.
Sull'aeroporto “Enzo Omiccioli” operano le seguenti società:
- Eagles Aviation Academy (archiviato dall'url originale il 27 maggio 2021)., scuola di volo (ATO)
- Aero Club Fano, volo a motore, volo da diporto e sportivo (scuola di volo VDS)
- A.S. Ali Marche, scuola di paracadutismo
- Club aeromodellismo Fano, sezione dell'Aero Club Fano, con pista e strutture dedicate

Negli ultimi 15 anni, a seguito dei piani di potenziamento dell'aeroporto con relativa asfaltatura della pista, sono emersi attriti tra gli enti pubblici locali, la società di gestione aeroportuale da una parte e dall'altra l'associazione Bartolagi e l'associazione Argonauta che sostengono che per l'operatività le strutture esistenti sono più che sufficienti.